# Határ út (Metró Budapest)
Határ út ist eine 1980 eröffnete Station der Linie M3 der Metró Budapest und liegt zwischen den Stationen Kőbánya-Kispest und Pöttyös utca.
Die Station wurde 2019–2020 renoviert und befindet sich im XIX. Budapester Bezirk (Kispest).

## Galerie

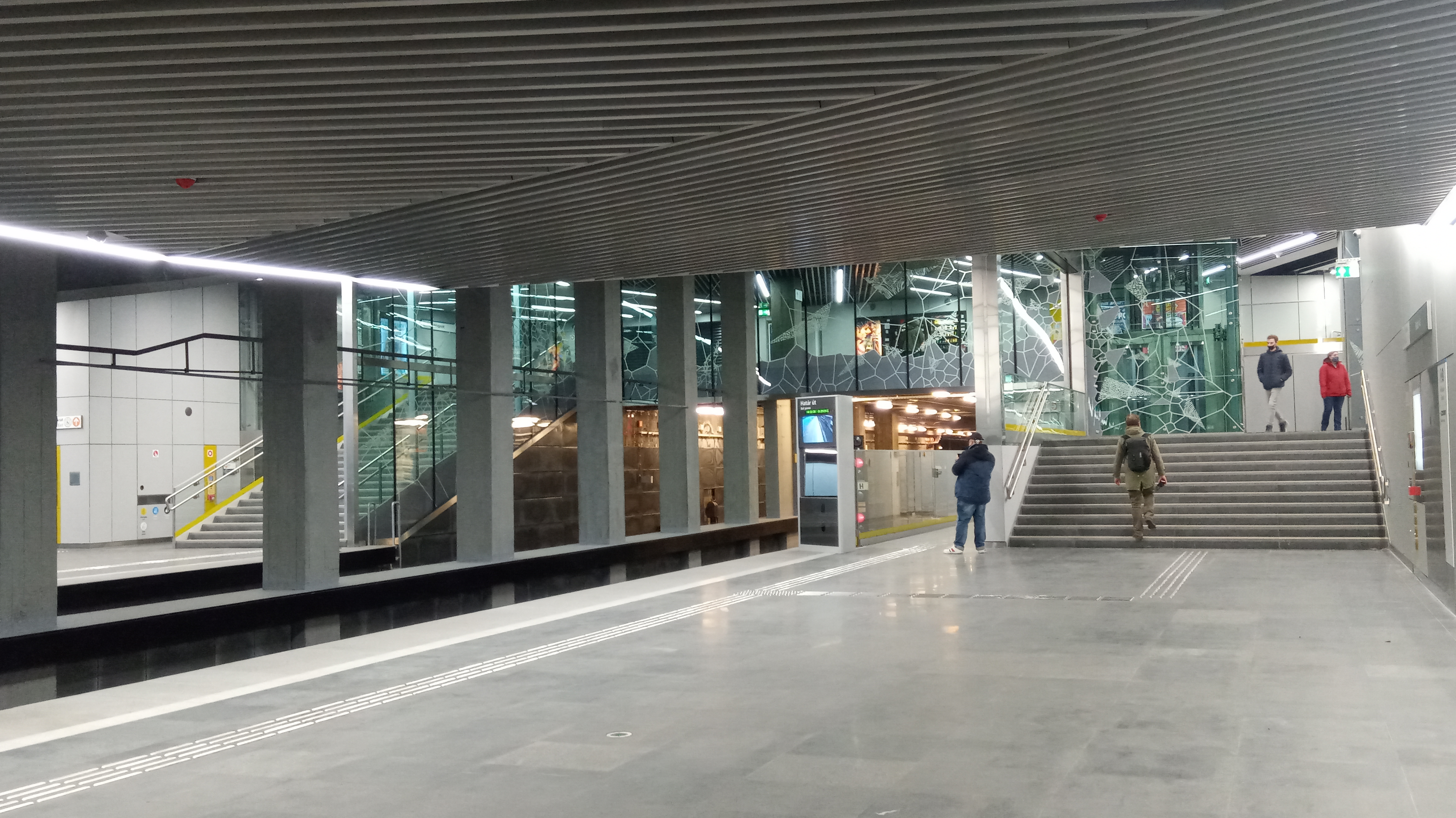
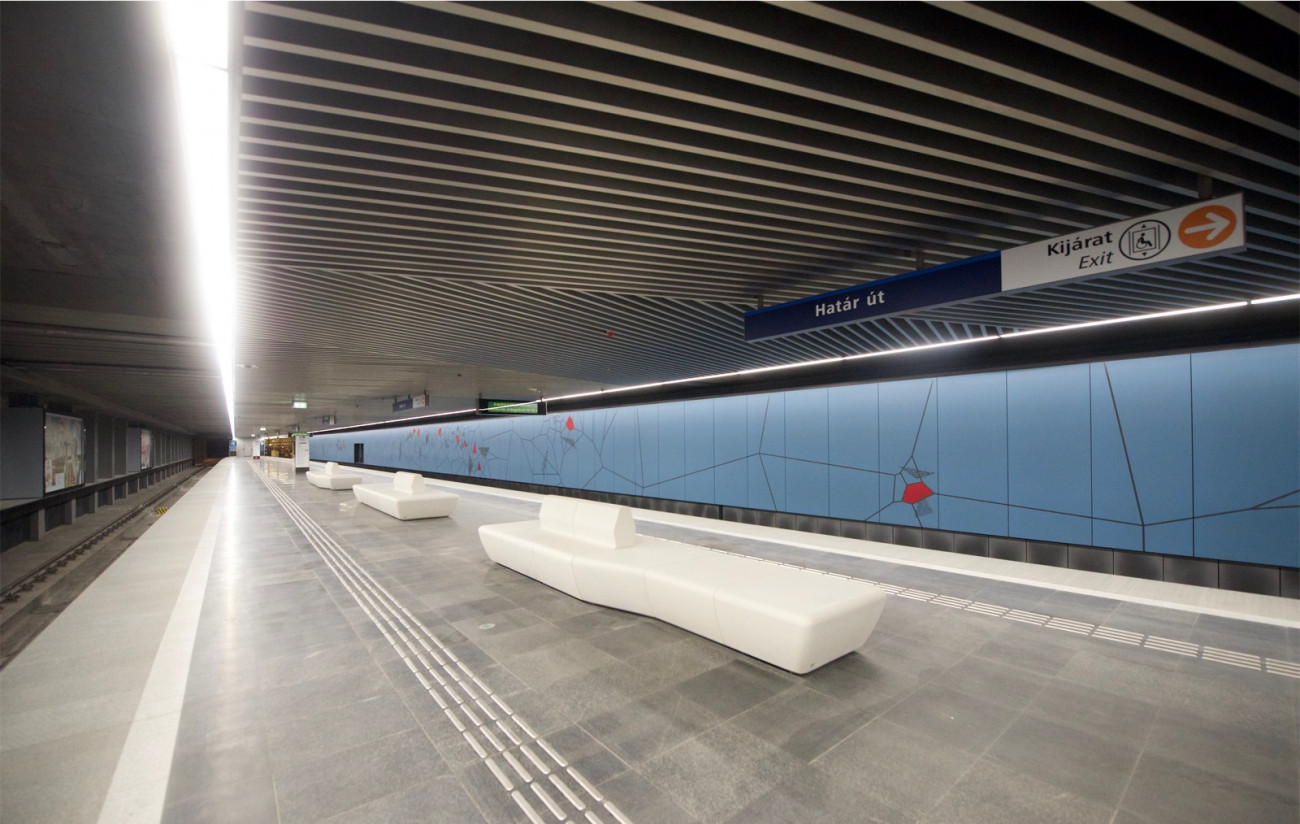